# 中央圖書館 (愛丁堡)
中央圖書館（英語：Central Library）是英國蘇格蘭城市愛丁堡的一座圖書館，開業於1890年。這座圖書館是愛丁堡的第一座公共圖書館，下設有六個分支圖書館。

## 外部連結
- City of Edinburgh Council page for the library （页面存档备份，存于）

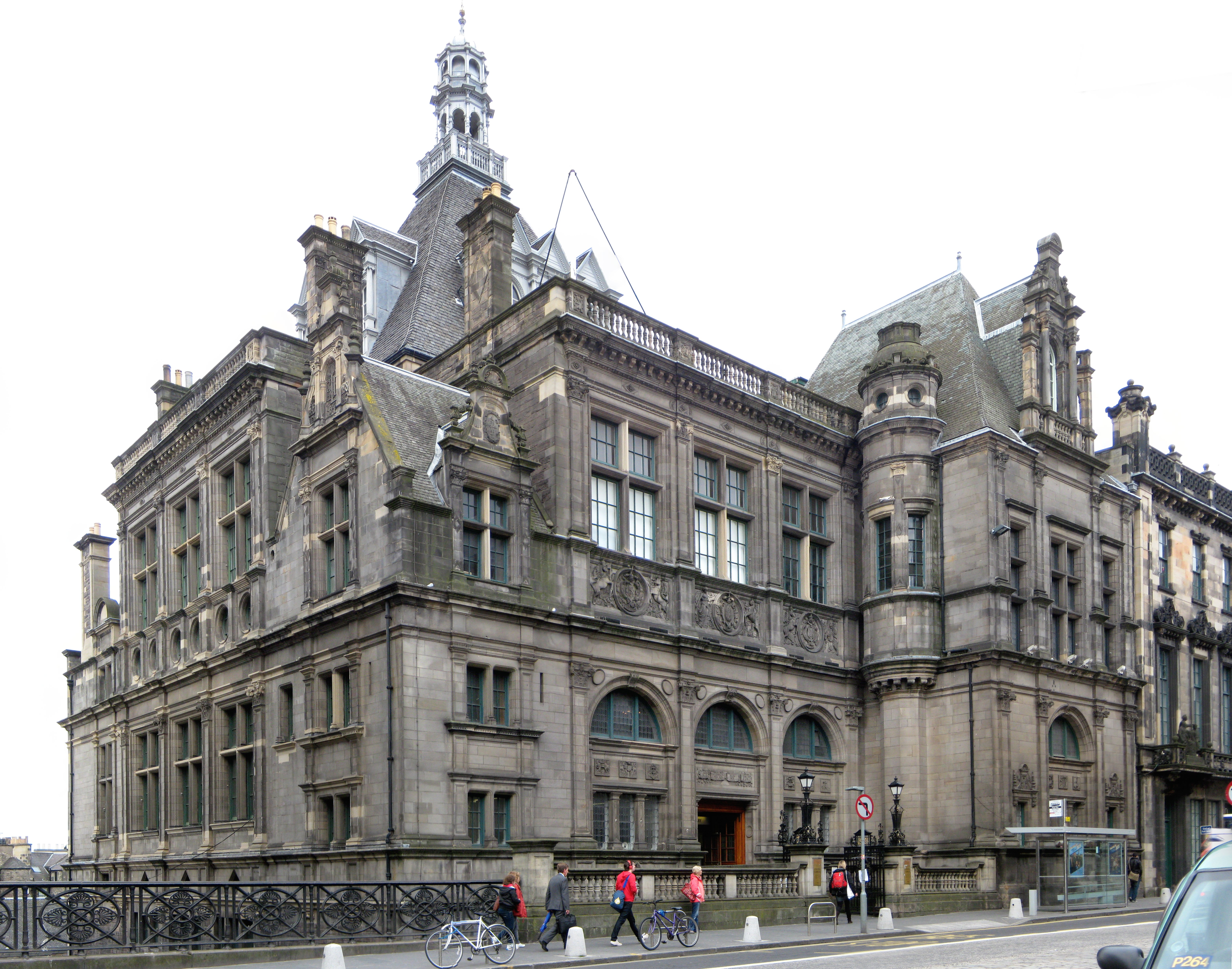

- Central Library - Facebook page